# Isidor Böck
Isidor Ješa'jahu Böck (29. května 1869 Uherský Brod, Rakousko-Uhersko – 20. července 1943 koncentrační tábor Terezín, Protektorát Čechy a Morava) byl jediným rabínem v historii hustopečské Židovské obce, který stál v jejím čele po dobu 41 let.
Jakožto příbuzný významného talmudisty a moravského zemského rabína Mordechaje Beneta postupně studoval teologickou školu v Topoľčanech, poté filosofii na univerzitě v Marburgu. Studium dokončil roku 1896 na univerzitě ve Würzburgu, kde úspěšně obhájil svou disertační práci a získal titul doktora filozofie. Hustopečská židovská obec, do té doby tradičně spadající pod Podivín, se osamostatnila a Dr. Böck byl tedy roku 1897 jmenován jejím rabínem. Tři roky poté se oženil s Emmou Benediktovou, s níž zplodil celkem čtyři děti. Během první světové války v Hustopečích organizoval humanitární pomoc pro haličské uprchlíky.
Na konci 30. let 20. století se spolu s manželkou rozhodli v obavě před nastupujícím nacismem odejít do jeho rodiště v Uherském Brodě. Odtud však byli v lednu 1943 deportováni do koncentračního tábora v Terezíně, kde podlehl následkům nedůstojného zacházení a celkovému vyčerpání organismu a dne 20. července téhož roku zemřel. Stal se tak jednou z milionů obětí holokaustu. Zrušení hustopečské židovské obce nacisty a následná smrt jejího jediného rabína v koncentračním táboře znamenal i její definitivní zánik.

## Příbuzenstvo

### Rod Benediktů

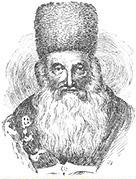
Rabi Mordechaj Benet-Benedikt

Mordechaj Benet (též Markus Benedikt, žil v letech 1753–1829) byl největší autoritou židovské Moravy. Jako duchovní vůdce a učitel měl mimořádný vliv a ještě sto let po jeho smrti byl téměř při všech příležitostech spojených s židovským životem, ať už náboženské,
nacionální nebo obecné povahy, patrný jeho stín.
Hustopečští Benediktové se odvozovali od Benetova syna Naftaliho, který byl rabínem
a představeným rabinátního kolegia židovské obce Šafov. V následných generacích se pak
u mužských příslušníků rodu tradovala jména Markus (podle Benetova úředního pojmenování)
a Naftali.
Naftaliho synové Jochanan a Šmu'el pokračovali v rodinné tradici náležitého náboženského
vzdělání a oba absolvovali ješivu v Bratislavě, vedenou tehdy rabínem Chatamem Soferem. Ačkoliv získali osvědčení vykonávat rabínskou profesi, nepokračovali v ní, i když v jejich rodinách setrvávalo hluboké náboženské povědomí. Jochanan se oženil s Cäcilií Schnäbelovou a vedl velmi dobře prosperující obchod se střižním zbožím v Brně. Měl několik dětí, z nichž dvě se sňatkem propojily se svými rodinnými příslušníky. Syn Moritz si vzal svou sestřenici Rosu (dceru bratra Šmu'ela) a dcera Jeanette-Jenny se provdala za Šmu'ela Böcka z Uherského Brodu, s nímž měla mj. syna Isidora – pozdějšího hustopečského rabína.

### Mládí
Isidor Böck se narodil 29. května 1869 v Uherském Brodě do rolnické rodiny. Jeho otcem byl místní zemědělec Šmu'el Böck a matkou Jeanette-Jenny Böcková, roz. Benediktová. Základní školní docházku absolvoval v Uherském Brodě. Poté odešel studovat teologickou školu do Topoľčan a následně Zemskou rabínskou školu v Bratislavě, kterou po pětiletém studiu úspěšně dokončil. Od zimního semestru 1892–93 začal navštěvovat univerzitu v Marburgu, kde se věnoval především studiu filosofických disciplín, přičemž zde setrval až do zimního semestru 1895-96.
Vysokoškolské studium pak dokončil na univerzitě ve Würzburgu, kde úspěšně obhájil německy psanou disertační práci na téma Etické názory Salomona Maimona ve vztahu ke Kantově nauce o morálce (německy Die ethischen Anschauungen von Salomon Maimon in ihrem Verhältniss zu Kants Morallehre).

## Rabínem vHustopečích
Nedlouho po dokončení studia, konkrétně 15. prosince 1897, byl Dr. Isidor Böck jmenován hustopečským rabínem. Pod nedávno vzniklou hustopečskou židovskou obec poté spadali Židé z celkem osmnácti okolních obcí, které zároveň tvořily soudní okres Hustopeče.
Tři roky poté se Isidor Böck oženil se svojí vzdálenou příbuznou Emmou Benediktovou (* 14. dubna 1876). Emma vyrůstala v rodinné tradici, kde zbožnost byla věcí naprosto samozřejmou. Pocházela ze čtrnácti sourozenců, a protože se narodila jako třetí v pořadí, musela spolu s druhorozenou sestrou Sidonií od útlého věku vydatně vypomáhat v domácnosti, z čehož jí pak podle vlastního úsudku zůstala velmi vážná povaha. Z manželství vzešly celkem čtyři děti: Jenny (* 1902), Greta (* 1904), Albert (* 1906) a Anna (* 1910). Böckovi nejprve bydleli v nájmu – v domě č. 103 v Dolní Panské ulici (byt č. 2). Později si v květnu 1914 zakoupili dům č. 52 na Náměstí.
V průběhu první světové války rabi Böck pomáhal organizovat humanitární pomoc pro uprchlíky z Haliče, kterým zařizoval improvizované ubytování, mimo jiné i v místní synagoze. Na konci 30. let zůstali manželé po odchodu dětí z domova sami. V dopisu ze dne 19. května 1938 se Emma Böcková svým dětem svěřuje s obavami před nastupujícím henleinismem v Československu: „…můžete být šťastni, že jste toto peklo mohli opustit. Bohužel ještě nikdo neví, co má führer v úmyslu. Myslím, že doba po anšlusu byla pro nás zde strastiplnější než za války, i když i tehdy bylo dost zle. Trýzeň a ponížení jsme tehdy nezažívali a zlo postihovalo všechny stejně, ale člověk nepociťoval pohrdání a nenávist jen kvůli tomu, že je Žid“.

## Období nacismu

### Pomnichovské období

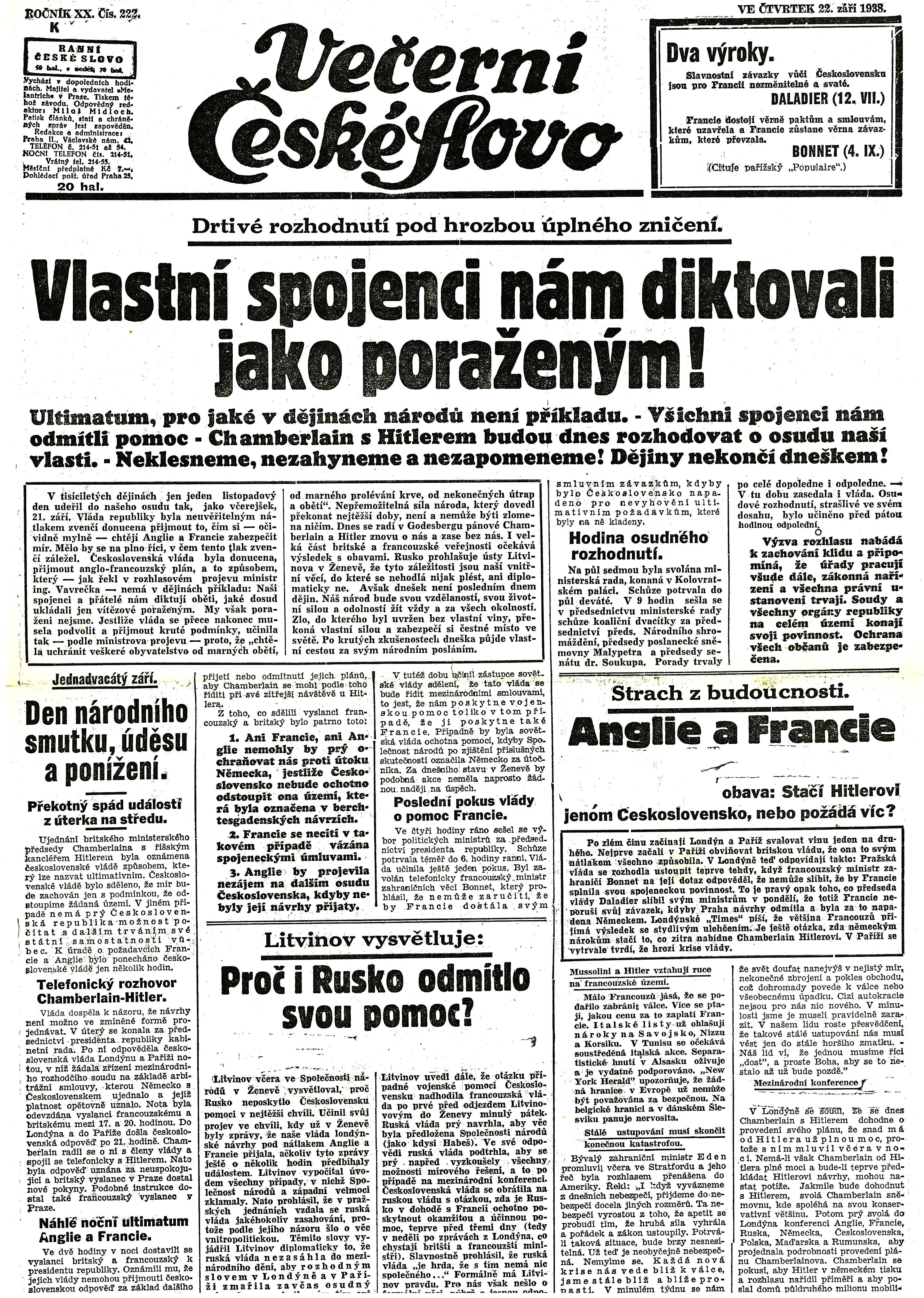
Titulní strana Večerního Českého Slova 22. září 1938

Za těchto okolností se tedy manželé Böckovi rozhodli v září roku 1938 uprchnout do rabínova rodiště v Uherském Brodě. Paní Emma Böcková si k tomuto poznamenala: „16. září 1938 dopoledne přišel můj milý bratr Ady, aby nám sdělil, že je dnes konečně připraveno auto k odvozu do Brodu. Rychle jsme vzali nejnutnější věci, teplé prádlo a šaty, nějaké potraviny, povlečení na dvě postele, zabalili vše a čekali jsme. Asi mezi 5.–6. hodinou se objevilo auto. Paní Abelesová se svou mladší dcerou Ruth a s vnukem už seděli vevnitř. Bylo to nákladní auto, proto jsme mohli své věci pohodlně uložit. Ady a švagrová Gretl nám přišli pomoci a nakonec, protože auto bylo dost vysoké, pomohli nastoupit drahému otci. Převzali klíče a my jsme – doprovázeni jejich požehnáním – odjeli do otcova rodného města.“
Po uzavření Mnichovské dohody došlo 8. října 1938 k rychlému obsazení Mikulovska německou okupační armádou. Zabrané oblasti byly nejprve spravovány (Auftragsverwaltung) župním vedoucím (Gauleiter).
Hustopečský dům manželů Böckových byl dne 7. listopadu 1938 zabaven mikulovským Gestapem. Zákonem o začlenění sudetoněmeckých oblastí z 25. března 1939 pak byly landráty Mikulov, Znojmo a Nová Bystřice (Landrat – též Landkreis Nikolsburg, Landkreis Znaim, Landkreis Neubistritz) připojeny k župě Dolní Dunaj (Gau Niederdonau). Židé odtud utíkali chaoticky, zvlášť z Břeclavi a z Hustopečí, kde se nepočítalo s odstoupením Hitlerovi. Jejich majetek byl árizován bývalými německým spoluobčany – takřka okamžitě a bez jejich přítomnosti, a pokud se nezachránili útěkem do daleké ciziny, nastoupili později ze svých nových, povětšinou nouzových bydlišť v Protektorátu pouť do Terezína nebo přímo do vyhlazovacích táborů, z nichž se drtivá většina již nevrátila. Mnozí tedy volili odchod do zahraničí, často do Palestiny či do zámoří, protože z Evropy se stalo příliš temné místo. Zánik a rozptýlení moravského Židovstva se týkal i jednoho z nejvýznamnějších rodů – potomstva moravského zemského rabína Mordechaje Beneta-Benedikta.
Po obsazení Hustopečí německým Wehrmachtem byla místní židovská obec zcela zrušena a její agenda se vrátila pod tu v Podivíně. V Uherském Brodu začal rabínův velmi špatný psychický stav přecházet do stádia nemoci. Když Emma v březnu 1939 psala svým dětem o tom, jak se jim daří zabydlovat se v Brodě, poznamenala: „Otec si právě přečetl tento dopis a udělal mi tanec, protože vám i sobě dělám naději, nevěří na žádnou záchranu, ale já nejsem tak zbabělá jako on! K této poznámce Isidor ihned připsal: Samý nesmysl. Nemáme už žádnou možnost vycestovat. Možná poslední rozloučení.“ Na to Emma dopis zakončila ujištěním: „Nevěřte tomu, co otec píše, je to jen momentální sklíčenost, která zase přejde.“
Tyto postoje předznamenávaly další osud manželů Böckových. „Politické poměry působily na otcovy nervy tak, že onemocněl. K tomu neustálé rozrušování, denně po nás někdo požadoval nějaká hlášení, každou chvíli se muselo dokládat to či ono… Při náhlém odjezdu jsme nemysleli na to, abychom si s sebou vzali všechny dokumenty, které jsme jinak nikdy nepotřebovali. Teď jsme o ně museli psát Adymu, mnohé nedokázal mezi tolika jinými věcmi najít. To všechno způsobilo, že jednoho dne se otec nervově zhroutil (...) Nyní jsem ho všeho musela ušetřit, a co bylo nutné, řešit sama. Známí ho chodili povzbuzovat. Na bolesti si nestěžoval, často však celý den nejedl, dokud ho k tomu večer nedonutil hlad. Také velmi trpěl nespavostí, bez prášku vůbec neusnul. Lékaři byli toho mínění, že když se poměry zmírní, uzdraví se. Bohužel ale přicházely stále horší časy a přirozeně žádné zlepšení.“

### Transport do Terezína

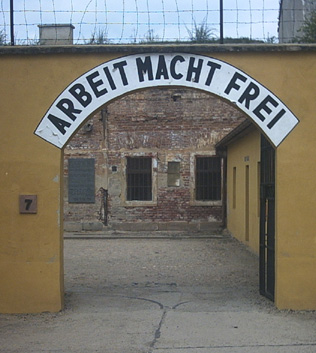
Brána malé pevnosti v Terezíně

Manželé Böckovi v Uherském Brodě setrvali až do ledna 1943, kdy byli odesláni transportem do koncentračního tábora v Terezíně. Paní Bocková v dalším dopisu dětem poznamenala:
„Stále více se k nám plížil přízrak jménem „transport“. Teď šlo do tuhého. Z pražské židovské obce přišli pánové, kteří pořádali informační večery, kde nás poučovali, co si má každý vzít a co je přebytečné, jak máme balit ruksak a jak si máme opatřit chlebník, které potraviny si máme vzít s sebou, jak si můžeme sami ušít batoh (…) Každý pekl perník a suchary a měl co dělat s přípravami. Ukázalo se pak, že jsme byli opravdu dobře vybaveni, což byl důsledek předešlých pokynů. Dne 23. ledna 1943 v 9 hodin jsme se museli dostavit na seřadiště (bývalá česká škola). Otec i já jsme byli oblečeni, jako bychom měli jít na severní pól, protože platilo: jen to, co je oblečené, je jisté, za zavazadla neručí nikdo (…) při cestě vlakem jsme byli zcela odděleni od Brodských a cestovali jsme s cizími lidmi z Břeclavi a Podivína. Vagón nebyl osvětlen, okna byla zavřená a nesměla se otvírat, netopilo se. Měli jsme teplé přikrývky, takže jsme tak netrpěli zimou. Ve středu 27. ledna asi v 8–9 hodin ráno jsme přijeli do Bohušovic… Odtud jsme ve sněhu a ledu šli pěšky do Terezína. Mnozí padali, mnozí byli vysíleni…“
Aby Emma ulehčila vyčerpanému manželovi, nesla jeho zavazadla. Ale už první pohled na Terezín byl pro ně deprimující – nejprve viděli krematorium a nákladní auto s rakvemi, v nichž byly oběti tyfové epidemie. Ačkoliv se Emma snažila manžela podporovat každodenními návštěvami a vyhledáváním lékařské pomoci, rabín v Terezíně na svůj život rezignoval. Během pobytu byl tedy hospitalizován a i přes veškerou pomoc své ženy podlehl 20. července 1943 nedůstojnému zacházení dozorců s jeho osobou a celkovému vyčerpání z pobytu v koncentračním táboře. O den později došlo ke zpopelnění jeho ostatků ve zdejším krematoriu a v průběhu listopadu 1944 byl jeho popel spolu s urnami dalších 22 tisíc lidí vysypán do řeky Ohře v rámci nacistické snahy o zamaskování skutečného počtu osob zavražděných v Terezíně.
Emma Böcková byla po smrti svého muže přiřazena k ženské pracovní službě, jejímž úkolem bylo nakládání objemných kusů dřeva. „Musela jsem pracovat 6–8 hodin denně a i poté být stále k zastižení, kdyby mě bylo zapotřebí. Za to jsem týdně dostala místo 5 dkg margarinu 7 dkg a místo 7 dkg cukru 10 dkg. Jednou měsíčně jeden extra přídavek. Musely jsme často vykonávat těžkou práci, nakládat dřevo, což u silných kmenů bylo u nás starých žen nad naše síly, někdy jsme si 3–4 ženy nevěděly rady, dokud nám nepomohl kolemjdoucí muž. (...) Kvůli špatné výživě byla většina našich spolubydlících neschopná práce. Já, jedna z nejmladších a bohudíky prostřednictvím balíčků, které mi děti posílaly neuvěřitelnými cestami, jsem nebyla tak podvyživená jako většina, jsem musela vypomáhat všude, kde bylo potřeba. Dobré na tom bylo, že mi rychle ubíhal čas a neměla jsem kdy na přemýšlení.“ Na rozdíl od manžela se ale dočkala osvobození tábora a dožila se tak konce války.
Po návratu z Terezína paní Emma Böcková, která do svých 62 let znala jen Hustopeče, nejprve bydlela přechodně u své dcery Jenny v Bratislavě. Ta však žila se svým manželem a dvěma dětmi ve velmi skromných poměrech, a proto se Emma rozhodla vyslyšet nabídku svých vzdálenějších dětí. Dcera Anna ji zvala k sobě do Palestiny a syn Albert a dcera Greta do USA. Emma se rozhodla pro druhou možnost a 4. února 1946 odletěla do USA, aby ve svých 70 letech začala nový život. Své rodné město viděla naposled před svým odchodem do USA, navštívila tehdy hrob svých rodičů a vyzvedla z úkrytu své šábesové svícny, které jsou teď ve Filadelfii. Peníze za hustopečský dům nikdy nedostala. Jak o ní napsala její vnučka Judith, měla Emma mimořádný intelekt, naučila se anglicky, zabydlela se v New Yorku a těšila se pevnému zdraví a neotřesitelné víře v Boha. Zemřela dne 23. června 1973 ve svých 97 letech.

## Osud židovské obce

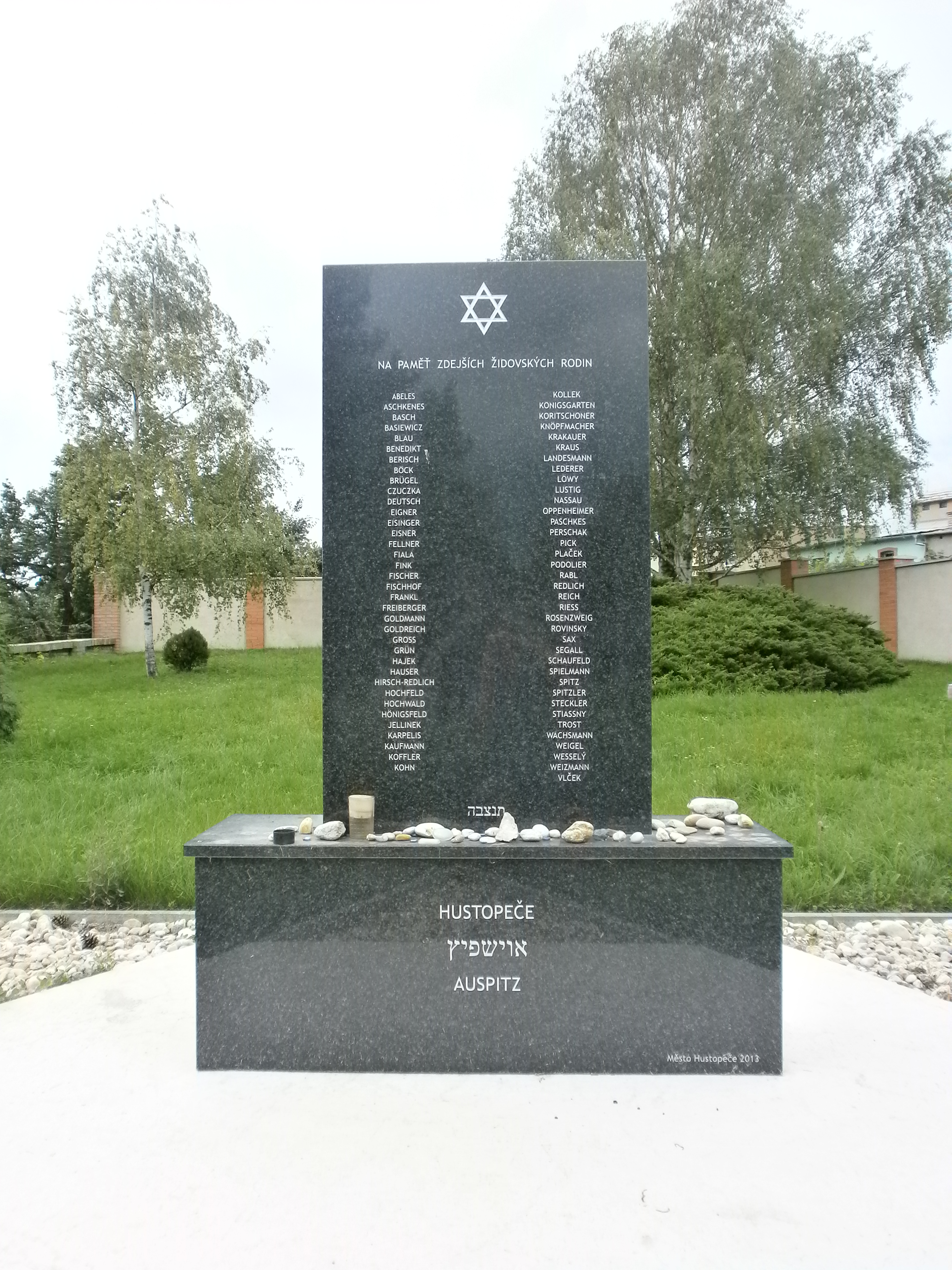
Památník z roku 2013 věnovaný 73 hustopečským židovským rodinám na místním židovském hřbitově

Zrušení hustopečské židovské obce nacisty a následná smrt jejího jediného rabína v koncentračním táboře znamenal i její definitivní zánik. K obnově nedošlo ani po skončení druhé světové války, neboť v důsledku holokaustu už prakticky nezbyl nikdo, kdo by tak mohl učinit, a její majetek připadl městu. Hustopečský židovský hřbitov byl zřízen v roce 1886 (včetně obřadní síně). Po záboru Sudet bylo na základě nařízení pro sudetoněmecké oblasti z 22. října 1938 jeho vlastnictví zapsáno na Aufbaufonds-Vermögensverwaltungsgesellschaft Wien, o rok později na městskou obec Hustopeče. Poslední pohřeb se zde konal v dubnu 1946. V dubnu 1949 bylo vlastnické právo zapsáno na Židovskou náboženskou obec Brno. Poté celá desetiletí chátral a stával se také častým cílem vandalů, kteří zde mimo jiné převraceli a pohazovali náhrobky po celém areálu. Místní národní výbor se spolu s okresním národním výborem rozhodly hřbitov asanovat, k čemuž došlo na přelomu 70. a 80. let 20. století. Hustopečská synagoga, kterou nacisté za války využívali jako technický sklad, byla po válce upravena na stolárnu. Po sametové revoluci ovšem již tak dost zanedbaná budova nadále chátrala a její poslední majitel ji roku 2010 nechal zbourat.
Roku 2013 došlo alespoň k částečnému obnovení hřbitova, a slavnostní otevření proběhlo 8. října téhož roku. Byl opraven dochovalý úsek obvodové zdi, vstupní brána, zbudován památník věnovaný židovským obyvatelům Hustopečí a instalována pamětní deska věnovaná odkazu rabiho Isidora Böcka. Tu společně odkryla jeho vnoučata Judith Leiferová a Šmu'el Loeb.

### Osud dětí manželů Böckových
Dcera Jenny, která se provdala za úředníka Lea Rosenthala, zemřela v Izraeli ve věku 97 let. Greta od svých 20 let žila v New Yorku, nikdy se neprovdala, ale byla samostatnou a velmi úspěšnou ženou. Zemřela ve věku 97 let. Albert odešel do Spojených států amerických jako sedmnáctiletý, žil šťastným životem se svou manželkou Mary, děti neměl a zemřel ve věku 85 let. Anna se provdala za obchodníka Jenöa Loeba, s nímž měla dceru Judith (provdaná Leifer) a syna Šmuela-Alfreda. Žila v Izraeli, kde zemřela 9. února 2006. Její syn Šmu'el žije v Izraeli, dcera Judith se po sňatku s Američanem odstěhovala do USA, kde žije doposud. Šmu'el a Judith jsou jedinými vnoučaty Emmy a Isidora Böckových.